# VI (album)
VI – piąta płyta zespołu Circle Jerks wydana w 1987 roku przez wytwórnię Relativity Records.

## Lista utworów
1. "Beat Me Senseless"
2. "Patty's Killing Mel"
3. "Casualty Vampire"
4. "Tell Me Why"
5. "Protection"
6. "I'm Alive"
7. "Status Clinger"
8. "Living"
9. "American Way"
10. "Fortunate Son"
11. "Love Kills"
12. "All Wound Up"
13. "I Don't"

## Twórcy
- Keith Morris - wokal
- Greg Hetson - gitara
- Zander Schloss - gitara basowa
- Keith Clark - perkusja
- Ed Repka - oprawa graficzna